# Afrika-Cup 2024/Gruppe C
| Pl. | Land    | Sp. | S | U | N | Tore    | Diff. | Punkte |
| --- | ------- | --- | - | - | - | ------- | ----- | ------ |
| 1.  | Senegal | 3   | 3 | 0 | 0 | 008:100 | +7    | 09     |
| 2.  | Kamerun | 3   | 1 | 1 | 1 | 005:600 | −1    | 04     |
| 3.  | Guinea  | 3   | 1 | 1 | 1 | 002:300 | −1    | 04     |
| 4.  | Gambia  | 3   | 0 | 0 | 3 | 002:700 | −5    | 0      |

Der Artikel gibt Auskunft über die Spiele der Gruppe C beim Afrika-Cup 2024 in der Elfenbeinküste.

## Senegal – Gambia 3:0 (1:0)
| Senegal                                                                                  | Senegal | Gambia | Gambia |
| ---------------------------------------------------------------------------------------- | --- | --- | ------ |
| Senegal                                                                                  | \| 1. Spieltag \| \| 15. Januar 2024 um 14:00 Uhr (15:00 Uhr MEZ) in Yamoussoukro (Stade Charles Konan Banny) \| \| Schiedsrichter: Rédouane Jiyed ( Marokko) \| | \| 1. Spieltag \| \| 15. Januar 2024 um 14:00 Uhr (15:00 Uhr MEZ) in Yamoussoukro (Stade Charles Konan Banny) \| \| Schiedsrichter: Rédouane Jiyed ( Marokko) \| | Gambia |
| Senegal                                                                                  | Édouard Mendy – Kalidou Koulibaly , Abdou Diallo (58. Pathé Ciss), Moussa Niakhaté (81. Abdoulaye Seck) – Krépin Diatta, Lamine Camara, Pape Gueye (79. Nampalys Mendy), Ismail Jakobs – Ismaïla Sarr (78. Iliman Ndiaye), Habib Diallo (58. Nicolas Jackson), Sadio Mané Cheftrainer: Aliou Cissé | Baboucarr Gaye – Saidy Janko, James Gomez, Omar Colley , Ibou Touray (75. Alieu Fadera) – Alasana Manneh (66. Hamza Barry), Ebou Adams, Ebrima Darboe (83. Assan Ceesay), Yankuba Minteh (83. Abdoulie Sanyang), Musa Barrow – Ali Sowe (66. Muhammed Badamosi) Cheftrainer: Tom Saintfiet ( Belgien) | Gambia |
| Senegal                                                                                  | 1:0 Gueye (4.) 2:0 Camara (52.) 3:0 Camara (86.) | | Gambia |
| Senegal                                                                                  | A. Diallo (9.), Camara (90.+5') | | Gambia |
| Senegal                                                                                  | Adams (45.+8') | | Gambia |
| Senegal                                                                                  | Spieler des Spiels: Lamine Camara (Senegal) | | Gambia |
| 1. Spieltag                                                                              | | |        |
| 15. Januar 2024 um 14:00 Uhr (15:00 Uhr MEZ) in Yamoussoukro (Stade Charles Konan Banny) | | |        |
| Schiedsrichter: Rédouane Jiyed ( Marokko)                                                | | |        |

## Kamerun – Guinea 1:1 (0:1)
| Kamerun                                                                                  | Kamerun | Guinea | Guinea |
| ---------------------------------------------------------------------------------------- | --- | --- | ------ |
| Kamerun                                                                                  | \| 1. Spieltag \| \| 15. Januar 2024 um 17:00 Uhr (18:00 Uhr MEZ) in Yamoussoukro (Stade Charles Konan Banny) \| \| Schiedsrichter: Mutaz Ibrahim ( Libyen) \| | \| 1. Spieltag \| \| 15. Januar 2024 um 17:00 Uhr (18:00 Uhr MEZ) in Yamoussoukro (Stade Charles Konan Banny) \| \| Schiedsrichter: Mutaz Ibrahim ( Libyen) \| | Guinea |
| Kamerun                                                                                  | Fabrice Ondoa – Jean-Charles Castelletto, Christopher Wooh (75. Oumar Gonzalez), Harold Moukoudi, Darlin Yongwa – Olivier Ntcham, Olivier Kemen (85. Faris Moumbagna), Frank Anguissa – Frank Magri (75. Junior Tchamadeu), Karl Toko Ekambi, Georges-Kévin N’Koudou Cheftrainer: Rigobert Song | Ibrahim Koné – Antoine Conte (56. Ibrahim Diakité), Mouctar Diakhaby, Julian Jeanvier, Sekou Sylla – Ilaix Moriba, Mory Konaté (90.+6' Issiaga Sylla), Morgan Guilavogui (56. Facinet Conte), Aguibou Camara, François Kamano – Mohamed Bayo (85. José Kanté) Cheftrainer: Kaba Diawara | Guinea |
| Kamerun                                                                                  | 1:1 Magri (51.) | 0:1 Bayo (10.) | Guinea |
| Kamerun                                                                                  | Magri (21.), Moukoudi (62.) | Diakhaby (63.) | Guinea |
| Kamerun                                                                                  | Kamano (45.+3') | | Guinea |
| Kamerun                                                                                  | Spieler des Spiels: Mohamed Bayo (Guinea) | | Guinea |
| 1. Spieltag                                                                              | | |        |
| 15. Januar 2024 um 17:00 Uhr (18:00 Uhr MEZ) in Yamoussoukro (Stade Charles Konan Banny) | | |        |
| Schiedsrichter: Mutaz Ibrahim ( Libyen)                                                  | | |        |

## Senegal – Kamerun 3:1 (1:0)
| Senegal                                                                                  | Senegal | Kamerun | Kamerun |
| ---------------------------------------------------------------------------------------- | --- | --- | ------- |
| Senegal                                                                                  | \| 2. Spieltag \| \| 19. Januar 2024 um 17:00 Uhr (18:00 Uhr MEZ) in Yamoussoukro (Stade Charles Konan Banny) \| \| Schiedsrichter: Mahmood Ismail ( Sudan) \| | \| 2. Spieltag \| \| 19. Januar 2024 um 17:00 Uhr (18:00 Uhr MEZ) in Yamoussoukro (Stade Charles Konan Banny) \| \| Schiedsrichter: Mahmood Ismail ( Sudan) \| | Kamerun |
| Senegal                                                                                  | Édouard Mendy – Krépin Diatta, Kalidou Koulibaly , Abdou Diallo, Ismail Jakobs – Lamine Camara (90. Pathé Ciss), Pape Gueye, Pape Matar Sarr (74. Idrissa Gueye) – Ismaïla Sarr (82. Iliman Ndiaye), Sadio Mané, Habib Diallo (81. Nicolas Jackson) Cheftrainer: Aliou Cissé | André Onana – Enzo Tchato (90.+1' Junior Tchamadeu) Jean-Charles Castelletto, Christopher Wooh, Nouhou Tolo – Olivier Kemen, Yvan Neyou (79. Olivier Ntcham), Frank Anguissa – Nicolas Moumi Ngamaleu (74. Faris Moumbagna), Frank Magri, Georges-Kévin N’Koudou Cheftrainer: Rigobert Song | Kamerun |
| Senegal                                                                                  | 1:0 Sarr (16.) 2:0 Diallo (71.) 3:1 Mané (90.+5') | 2:1 Castelletto (83.) | Kamerun |
| Senegal                                                                                  | Diallo (58.) | Kemen (45.+3'), Castelletto (48.), Neyou (75.) | Kamerun |
| Senegal                                                                                  | Spieler des Spiels: Ismaïla Sarr | | Kamerun |
| 2. Spieltag                                                                              | | |         |
| 19. Januar 2024 um 17:00 Uhr (18:00 Uhr MEZ) in Yamoussoukro (Stade Charles Konan Banny) | | |         |
| Schiedsrichter: Mahmood Ismail ( Sudan)                                                  | | |         |

## Guinea – Gambia 1:0 (0:0)
| Guinea                                                                                   | Guinea | Gambia | Gambia |
| ---------------------------------------------------------------------------------------- | --- | --- | ------ |
| Guinea                                                                                   | \| 2. Spieltag \| \| 19. Januar 2024 um 20:00 Uhr (21:00 Uhr MEZ) in Yamoussoukro (Stade Charles Konan Banny) \| \| Schiedsrichter: Abdel Aziz Bouh ( Mauretanien) \| | \| 2. Spieltag \| \| 19. Januar 2024 um 20:00 Uhr (21:00 Uhr MEZ) in Yamoussoukro (Stade Charles Konan Banny) \| \| Schiedsrichter: Abdel Aziz Bouh ( Mauretanien) \| | Gambia |
| Guinea                                                                                   | Ibrahim Koné – Ibrahim Diakité (86. Antoine Conte), Mouctar Diakhaby, Julian Jeanvier, Issiaga Sylla – Ilaix Moriba (87. Amadou Diawara), Abdoulaye Touré, Morgan Guilavogui (77. Naby Keïta), Aguibou Camara, Sekou Sylla (78. Facinet Conte) – Mohamed Bayo (90.+2'. José Kanté) Cheftrainer: Kaba Diawara | Baboucarr Gaye – Saidy Janko, James Gomez, Omar Colley , Jacob Mendy – Noah Sonko Sundberg (81. Ali Sowe), Ebrima Darboe (62. Hamza Barry), Ebrima Colley (72. Muhammed Badamosi), Ablie Jallow, Alieu Fadera (62. Yankuba Minteh) – Musa Barrow Cheftrainer: Tom Saintfiet ( Belgien) | Gambia |
| Guinea                                                                                   | 1:0 A. Camara (69.) | | Gambia |
| Guinea                                                                                   | Diakité (19.), Jeanvier (89.) | Barrow (10.), Sowe (89.) | Gambia |
| Guinea                                                                                   | Spieler des Spiels: Aguibou Camara | | Gambia |
| 2. Spieltag                                                                              | | |        |
| 19. Januar 2024 um 20:00 Uhr (21:00 Uhr MEZ) in Yamoussoukro (Stade Charles Konan Banny) | | |        |
| Schiedsrichter: Abdel Aziz Bouh ( Mauretanien)                                           | | |        |

## Guinea – Senegal 0:2 (0:0)
| Guinea                                                                                   | Guinea | Senegal | Senegal |
| ---------------------------------------------------------------------------------------- | --- | --- | ------- |
| Guinea                                                                                   | \| 3. Spieltag \| \| 23. Januar 2024 um 17:00 Uhr (18:00 Uhr MEZ) in Yamoussoukro (Stade Charles Konan Banny) \| \| Schiedsrichter: Pacifique Ndabihawenimana ( Burundi) \| | \| 3. Spieltag \| \| 23. Januar 2024 um 17:00 Uhr (18:00 Uhr MEZ) in Yamoussoukro (Stade Charles Konan Banny) \| \| Schiedsrichter: Pacifique Ndabihawenimana ( Burundi) \| | Senegal |
| Guinea                                                                                   | Ibrahim Koné – Antoine Conte (64. Ibrahim Diakité), Saïdou Sow, Mohamed Ali Camara, Issiaga Sylla – Ilaix Moriba (73. Seydouba Cissé), Amadou Diawara, Aguibou Camara, Naby Keïta (63. Morgan Guilavogui), Facinet Conte (78. Karim Cissé) – Serhou Guirassy (63. Mohamed Bayo) Cheftrainer: Kaba Diawara | Édouard Mendy – Krépin Diatta, Abdoulaye Seck, Kalidou Koulibaly , Ismail Jakobs (88. Fodé Ballo-Touré),– Pape Gueye (71. Cheikhou Kouyaté), Ismaïla Sarr (72. Iliman Ndiaye), Pape Matar Sarr (71. Idrissa Gueye), Nampalys Mendy, Sadio Mané – Habib Diallo (88. Nicolas Jackson) Cheftrainer: Aliou Cissé | Senegal |
| Guinea                                                                                   | 0:1 Seck (61.) 0:2 Ndiaye (90.) | | Senegal |
| Guinea                                                                                   | F. Conte (22.), A. Conte (45.+5') | Jakobs (45.+3'), Diatta (66.) | Senegal |
| Guinea                                                                                   | Spieler des Spiels: Abdoulaye Seck (Senegal) | | Senegal |
| 3. Spieltag                                                                              | | |         |
| 23. Januar 2024 um 17:00 Uhr (18:00 Uhr MEZ) in Yamoussoukro (Stade Charles Konan Banny) | | |         |
| Schiedsrichter: Pacifique Ndabihawenimana ( Burundi)                                     | | |         |

## Gambia – Kamerun 2:3 (0:0)
| Gambia                                                                    | Gambia | Kamerun | Kamerun |
| ------------------------------------------------------------------------- | --- | --- | ------- |
| Gambia                                                                    | \| 3. Spieltag \| \| 23. Januar 2024 um 17:00 Uhr (18:00 Uhr MEZ) in Bouaké (Stade de la Paix) \| \| Schiedsrichter: Bamlak Tessema Weyesa ( Äthiopien) \| | \| 3. Spieltag \| \| 23. Januar 2024 um 17:00 Uhr (18:00 Uhr MEZ) in Bouaké (Stade de la Paix) \| \| Schiedsrichter: Bamlak Tessema Weyesa ( Äthiopien) \| | Kamerun |
| Gambia                                                                    | Baboucarr Gaye – Muhammed Sanneh, James Gomez, Omar Colley (69. Bubacarr Sanneh), Jacob Mendy – Ablie Jallow (84. Ebrima Colley), Alasana Manneh, Yusupha Bobb (69. Alieu Fadera), Yankuba Minteh, Musa Barrow – Ali Sowe (73. Assan Ceesay) Cheftrainer: Tom Saintfiet ( Belgien) | André Onana – Jean-Charles Castelletto, Christopher Wooh, Nouhou Tolo – Enzo Tchato, Olivier Ntcham, Frank Anguissa , Darlin Yongwa (80. Olivier Kemen) – Karl Toko Ekambi, Frank Magri (72. Faris Moumbagna), Georges-Kévin N’Koudou (90.+7' Harold Moukoudi) Cheftrainer: Rigobert Song | Kamerun |
| Gambia                                                                    | 1:1 Jallow (72.) 2:1 E. Colley (85.) | 0:1 Toko Ekambi (56.) 2:2 Gomez (87.) 2:3 Wooh (90.+1') | Kamerun |
| Gambia                                                                    | Jallow (77.), Fadera (89.), Janko (86.), M. Sanneh (90.+6') | | Kamerun |
| Gambia                                                                    | Spieler des Spiels: Christopher Wooh (Kamerun) | | Kamerun |
| 3. Spieltag                                                               | | |         |
| 23. Januar 2024 um 17:00 Uhr (18:00 Uhr MEZ) in Bouaké (Stade de la Paix) | | |         |
| Schiedsrichter: Bamlak Tessema Weyesa ( Äthiopien)                        | | |         |